# Stracciatella (crème glacée)
Pour les articles homonymes, voir Stracciatella.
La stracciatella (prononcé : [strattʃaˈtɛlla]) est une crème glacée à base de lait entier et de crème fraiche (la même base que pour le parfum fior di latte), à laquelle sont ajoutés des éclats de chocolat. La recette de la stracciatella contient également de la vanille. Il est recommandé d'utiliser une sorbetière pour la préparer.
Elle a été créée à Bergame, en Lombardie, par Enrico Panattoni, alors propriétaire du restaurant La Marianna, en 1961. Elle s'inspire de la stracciatella, une soupe à base d'œuf et de bouillon, très appréciée à Rome. C'est l'une des saveurs de glaces italiennes les plus appréciées.
Elle se déguste nature, ou comme une variante de l'affogato, avec un café chaud versé sur le dessus.

## Description
Les fabricants produisent l'effet recherché en versant du chocolat fondu dans de la crème glacée au lait ordinaire vers la fin du processus de barattage ; le chocolat se solidifie immédiatement au contact de la glace froide, puis est cassé et incorporé à la glace à la spatule. Au contact de la matière, le chocolat se solidifie et assure la texture filamentaire qui est le point commun de toute recette nommée stracciatella, (stracciatella en italien signifie « petit lambeau »). Alors que la crème glacée stracciatella implique traditionnellement du lait, de la crème glacée et du chocolat au lait, des variantes modernes peuvent également être faites avec de la vanille et du chocolat noir.

## Origine

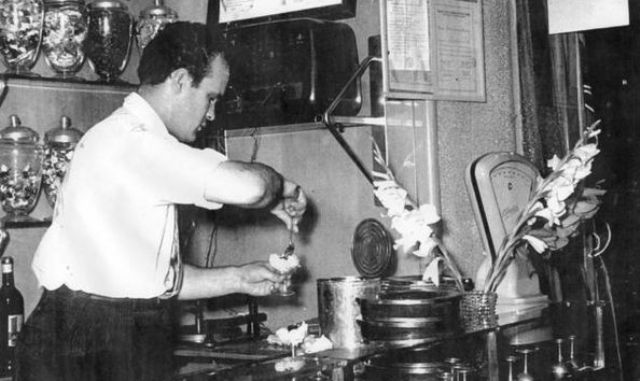
Enrico Panattoni.

Enrico Panattoni, le propriétaire de La Marianna, une gelateria de Bergame, a inventé le plat en 1961. Selon Panattoni, l'idée lui est venue après qu'il en eut assez de remuer des œufs dans un bouillon pour satisfaire les clients de son restaurant qui réclamaient sans cesse de la soupe stracciatella.
Passionné de cuisine et de pâtisserie, après des essais divers et répétés, il invente une sorte de glace particulière composée d'une crème très blanche avec des morceaux irréguliers de chocolat noir à l'intérieur. Lors du crémage du fior di latte, il insère une dose de chocolat noir chaud qui, grâce au fouettage des lames, déchiquète le chocolat pendant qu'il se solidifie. L'effet est similaire à la stracciatella romaine.
Le chocolat fondu qui se solidifie et se brise en morceaux dans le congélateur rappelle l'œuf qui se lie dans le bouillon très chaud de la stracciatella romaine. « La stracciatella romaine était le consommé le plus célèbre et, comme cette soupe, je cherchais une glace qui puisse être aimée et appréciée par mes clients » a déclaré Panattoni.